# Доходные дома «Товарищества Петровских торговых линий в Москве»
Доходные дома «Товарищества Петровских торговых линий в Москве» — комплекс зданий на улице Петровские Линии в Москве, включающий два расположенных друг напротив друга дома (№ 1 и 2 по улице Петровские Линии или № 20 и 18 по улице Петровка). Построены в 1876 году по проекту архитектора Б. В. Фрейденберга. Доходный дом под номером 2/18/19 имеет статус объекта культурного наследия федерального значения.

## История
Во 2-й половине XIX века «Товарищество Петровских торговых линий», основанное предпринимателем и меценатом В. И. Якунчиковым, приобрело участок земли между улицами Петровка и Неглинная. До этого там находились владения князя Н. А. Касаткина-Ростовского (на месте дома 1/20/21) и усадьба Титовых (на месте дома № 2/18/19). На участке по проекту Б. В. Фрейденберга были построены друг напротив друга два доходных дома. В проектировании также принимали участие архитектор К. К. Гиппиус, инженеры К. И. Шестаков и А. Н. Кардо-Сысоев.
Со строительством двух этих доходных домов была образована не существовавшая до этого улица Петровские Линии. Выходящие на Петровку полукруглые крылья домов являются зеркальными отражениями друг друга. Также симметрично построены прямоугольные крылья со стороны Неглинной. Здания оформлены в духе классицизированной эклектики.
В южном корпусе (№ 2/18/19) разместилась гостиница «Россия». Площадка перед входом в гостиницу изначально была оформлена в виде полукруглой ниши и являлась композиционным центром архитектурного комплекса. В 1900-х годах на месте полукруглой площадки появился ресторан «Ампир» (затем «Элит» и «Будапешт»), после чего площадка превратилась в террасу второго этажа. Примерно в то же время на втором этаже выходящей на Петровку ротондальной части был открыт кинотеатр, а также «Петровский» театр миниатюр. В северном корпусе (№ 1/20/21) на рубеже XIX—XX веков размещался книжный магазин «Знание», издательство И. Н. Кебеля, редакция газеты «Курьер».
Верхние этажи домов сдавались под квартиры. В 1878–1883 годах в северном корпусе жили учёные С. В. Ковалевская и В. О. Ковалевский.
После Октябрьской революции южный корпус получил название «Второй Дом Союзов». 26 ноября 1918 года там на собрании уполномоченных Московского центрального рабочего кооператива выступал В. И. Ленин. 11 апреля 1919 года Ленин присутствовал на проходившем в здании пленуме ВЦСПС.
Сейчас в южном корпусе размещается четырёхзвёздочная гостиница «Будапешт», ресторан-чайхона «Тамерлан» и пятизвёздочная гостиница «Пётр I».